# Libgcrypt
libgcrypt — бібліотека програм, що розробляє проект GNU, з реалізацією компонентів, що лежать в основі механізмів шифрування, вживаних в GnuPG.
Бібліотека надає функції для використання в сторонніх застосунках різних криптографічних алгоритмів, включаючи симетричні шифри (AES, DES, Blowfish, CAST5, Twofish, SEED, Camellia, RC4), алгоритми хешування (MD4, MD5, RIPE-MD160, SHA-1, SHA-224, SHA-256, SHA-384, SHA-512, TIGER-192, Whirlpool), шифрування з використанням публічних ключів (RSA, Elgamal, DSA, ECDSA).

## Можливості
Версія 1.7.8, випущена 29 червня 2017 року, мала підтримку таких алгоритмів:
- Шифрування з симетричними ключами: AES, RC4, Blowfish, Camellia, CAST5, ChaCha20 DES, ГОСТ 28147-89, Salsa20, SEED, Serpent, Twofish.
  - та режими їхнього застосування: ECB, CFB, CBC, OFB, CTR, CCM, GCM, OCB, POLY1305,AESWRAP.
- Алгоритми хешування: MD2, MD4, MD5, ГОСТ Р 34.11-94, RIPE-MD160, SHA-1, SHA2-224, SHA2-256, SHA2-384, SHA2-512, SHA3-224, SHA3-256, SHA3-384, SHA3-512, SHAKE-128, SHAKE-256, TIGER-192, Whirlpool
- MAC-підписи (HMAC для алгоритмів хешування, CMAC для алгоритмів шифрування): GMAC-AES, GMAC-CAMELLIA, GMAC-TWOFISH, GMAC-SERPENT, GMAC-SEED, Poly1305, Poly1305-AES, Poly1305-CAMELLIA, Poly1305-TWOFISH, Poly1305-SERPENT, Poly1305-SEED.
- Асиметричні алгоритми шифрування (алгоритми з відкритим ключем): RSA, Elgamal, DSA, ECDSA, EdDSA, ECDH.
- Також функції для роботи з великими цілими числами, генератори псевдовипадкових чисел, тощо.